# Dipsastraea maritima
Dipsastraea maritima is een rifkoralensoort uit de familie Merulinidae. De wetenschappelijke naam van de soort is voor het eerst geldig gepubliceerd in 1971 door Nemezo.